# Kryogenní pochody
Kryogenní pochody jsou geomorfologické pochody, kde je hlavním modelačním činitelem zemského povrchu led. Kryogenní pochody vznikají v části krajiny - kryosféře, ve které je minimálně 2 roky teplota pod bodem mrazu. Jsou to oblasti ve vyšších šířkách, hornatinách a velehornatinách s negativní tepelnou bilancí. 
Mezi časté projevy patří erozní a akumulační činnost ledovců způsobená jejich pohybem z vyšších míst do níže položených. Ve vyživovací oblasti vytváří erozní tvar zvaný kar. Charakteristickým tvarem je ledovcové údolí zvané trog. Zvláštním typem ledovcového údolí jsou fjordy. Jedná se o dlouhý a úzký mořský záliv, který vzniká v hornatých oblastech v blízkosti moří a oceánů prouhlobením říčních údolí vlivem tlaků postupujících ledovců.